# Vovray-en-Bornes
Vovray-en-Bornes ist eine französische Gemeinde im Département Haute-Savoie in der Region Auvergne-Rhône-Alpes.

## Geographie
Vovray-en-Bornes liegt auf 877 m, etwa 18 Kilometer nördlich der Stadt Annecy (Luftlinie). Die Streusiedlungsgemeinde erstreckt sich an aussichtsreicher Lage auf einer Geländeterrasse am Südosthang des Salève, über dem Usses-Tal am Rand des Hochplateaus von Bornes.
Die Fläche des 6,57 km² großen Gemeindegebiets umfasst einen Abschnitt im Bereich des Mont Salève. Die östliche Grenze verläuft entlang den Usses, einem linken Seitenfluss der Rhone. Dieses Gewässer fließt in einem breiten Tal nach Süden, parallel zum Kamm des Salève. Von der Talniederung erstreckt sich der Gemeindeboden nach Westen über den relativ sanft geneigten Hang und die Terrasse von Vovray, an die sich der dicht bewaldete Steilhang des Salève anschließt. Die nordwestliche Grenze liegt auf dem breiten Kamm des Salève. Auf der Kuppe des Plan du Salève wird mit 1347 m die höchste Erhebung von Vovray-en-Bornes erreicht.
Zu Vovray-en-Bornes gehören neben dem eigentlichen Dorf auch zahlreiche Weilersiedlungen und Gehöfte, darunter: 
- Baudy (720 m) im Tal der Usses
- La Grange (810 m) auf der Terrasse von Vovray
- Le Vernay (875 m) auf der Terrasse von Vovray am Fuß des Salève
- La Mouille (880 m) auf der Terrasse von Vovray
- Rogin (940 m) am Südosthang des Salève

Nachbargemeinden von Vovray-en-Bornes sind Le Sappey im Norden, Menthonnex-en-Bornes und Villy-le-Bouveret im Osten sowie Cruseilles und Présilly im Westen.

## Geschichte
Vovray-en-Bornes wird im 15. Jahrhundert erstmals urkundlich erwähnt. Der Ortsname geht auf das volkslateinische Wort vavra (unbebautes oder schlechtes Land) zurück. Im Mittelalter unterstand das Gebiet von Vovray dem Bischof von Genf.

## Bevölkerung
| Jahr                       | 1962 | 1968 | 1975 | 1982 | 1990 | 1999 | 2006 |
| Einwohner                  | 217  | 186  | 178  | 185  | 222  | 275  | 333  |
| Quellen: Cassini und INSEE |      |      |      |      |      |      |      |

Mit 556 Einwohnern (Stand 1. Januar 2022) gehört Vovray-en-Bornes zu den kleinen Gemeinden des Département Haute-Savoie. In der ersten Hälfte des 20. Jahrhunderts nahm die Bevölkerungszahl kontinuierlich ab (1901 zählte Vovray-en-Bornes noch 432 Einwohner). Seit Beginn der 1980er Jahre wurde jedoch wieder eine deutliche Bevölkerungszunahme verzeichnet.

## Wirtschaft und Infrastruktur
Vovray-en-Bornes ist noch heute ein vorwiegend durch die Landwirtschaft geprägtes Dorf. Daneben gibt es einige Betriebe des lokalen Kleingewerbes. Einige Erwerbstätige sind Wegpendler, die in den größeren Ortschaften der Umgebung sowie im Raum Genf-Annemasse und Annecy ihrer Arbeit nachgehen.
Die Ortschaft liegt abseits der größeren Durchgangsstraßen etwas oberhalb einer Lokalstraße, die von Monnetier-Mornex entlang dem Südostfuß des Salève nach Cruseilles führt. Weitere Straßenverbindungen bestehen mit Arbusigny und Menthonnex-en-Bornes. Der nächste Anschluss an die Autobahn A41 befindet sich in einer Entfernung von rund 15 km.